# Eveline Herfkens
Eva Leonie Herfkens, dite Eveline Herfkens, née le 9 janvier 1952 à La Haye, est une femme politique et diplomate néerlandaise, membre du Parti travailliste (PvdA), coordinatrice de la campagne des Objectifs du millénaire pour le développement et ancienne ministre de la Coopération des Pays-Bas.

## Éléments personnels

### Formation et début de carrière
Après avoir terminé ses études secondaires à La Haye en 1969, elle suit des études supérieures de droit à l'université royale de Leyde, qu'elle achève en octobre 1975. En janvier suivant, elle obtient un poste de chargé de mission dans le domaine de la coopération pour le développement au ministère des Affaires étrangères des Pays-Bas, démissionnant au bout de cinq ans pour se lancer en politique.

### Haut fonctionnaire internationale
Elle est nommée haut fonctionnaire du ministère le 1er septembre 1990, en attendant que sa nomination à la Banque mondiale soit effective, ce qui est chose faite exactement deux mois plus tard. Au sein du conseil des directeurs, elle représente, outre les Pays-Bas, un groupe de plusieurs pays, composé de la Roumanie, de Chypre ou d'Israël. À la suite de la chute de l'URSS et de l'éclatement de la Yougoslavie, le groupe est élargi à d'autres pays tels la Géorgie, la Moldavie ou bien la Macédoine.
Son mandat prend fin le 1er novembre 1996, et elle est alors nommée représentante permanente des Pays-Bas auprès de l'Office des Nations unies à Genève (ONUG) pour deux ans. À compter du 1er novembre 2002, elle coordonne la campagne des Objectifs du millénaire pour le développement (OMD), toujours pour le compte des Nations unies.

### Vie privée
De confession catholique romaine, elle vit aujourd'hui à New York et a été mariée à l'ancien député et ministre social-démocrate Ed van Thijn, entre 1983 et 1990. Elle est la sœur d'Annette Herfkens, unique survivante du Vol 474 de Vietnam Airlines.

## Parcours politique
Elle est élue députée à la Deuxième chambre des États Généraux lors des élections du 26 mai 1991, et y siège jusqu'en 1990. Elle y a d'ailleurs présidé la commission parlementaire de la Coopération pour le développement à partir de 1986.
Le 3 août 1998, Eveline Herfkens devient ministre sans portefeuille au sein du ministère des Affaires étrangères, chargée de la Coopération pour le développement, dans la seconde coalition violette du social-démocrate Wim Kok. Elle remplace alors Jan Pronk, titulaire de ce poste depuis neuf ans. Au cours de son mandat, elle a notamment réduit le nombre de pays recevant l'aide au développement en instaurant trois critères : un bon système politique, une bonne gouvernance, et une forte pauvreté. Un rapport, rendu en 2006 par sa successeur Agnes van Ardenne, a démontré que ces critères n'avaient pas toujours été respectés. Son mandat prend fin lors de la démission anticipée du cabinet, le 16 avril 2002, après quoi elle est réélue députée aux élections du 15 mai. Elle reste ministre par intérim jusqu'au 22 juillet, et quitte la Deuxième chambre quatre jours plus tard.